# Tatar Cahit
Tatar Cahit, (Istanboel, 14 oktober 1977) is een Turks-Belgische theater- en filmacteur uit Antwerpen.
Cahit heeft zijn kinderjaren doorgebracht in Istanbul waar hij met theater begon. Toen hij 18 jaar oud was ging hij in Antwerpen wonen waar hij na twee jaar in een theatergezelschap begon te werken. In 2006/'07 deed hij mee in de Vlaamse horrorfilm The Flemish Vampire waarin hij een dienaar van Graaf Dracula speelde.